# Narciarski bieg na orientację na Zimowych Światowych Wojskowych Igrzyskach Sportowych 2010 – indywidualnie mężczyzn
Narciarski bieg na orientację indywidualnie mężczyzn na 1. Zimowych Światowych Wojskowych Igrzyskach Sportowych – jedna z zimowych konkurencji rozgrywana podczas igrzysk wojskowych w ramach biegu na orientację, która odbyła się w dniu 23 marca 2010 w miejscowości Cogne położonej na terenie parku Gran Paradiso w regionie Dolina Aosty we Włoszech. 
Bieg na orientację na dystansie 13 km (3 km + 3 km+ 7 km) wygrał aktualny mistrz świata Rosjanin Eduard Chrennikow.

## Terminarz
Konkurencja rozpoczęła się w dniu 23 marca o godzinie 9:00 (czasu miejscowego). Bieg na orientację mężczyzn odbywał się równolegle z narciarskim biegiem kobiet.
| Harmonogram przebiegu konkurencji | Harmonogram przebiegu konkurencji | Harmonogram przebiegu konkurencji | Harmonogram przebiegu konkurencji |
| Data                              | Godzina rozpoczęcia               | Godzina rozpoczęcia               | Wydarzenie                        |
| Data                              | (UTC+01:00)                       | CET                               | Wydarzenie                        |
| --------------------------------- | --------------------------------- | --------------------------------- | --------------------------------- |
| 23 marca 2010(dts)                | 9:00                              |                                   | Finał                             |

## Medaliści
| Złoto                     | Srebro                  | Brąz                       |
| Rosja · Eduard Chrennikow | Norwegia · Eivind Tonna | Rosja · Wasilij Głuchariev |

## Wyniki
| Miejsce | Zawodnik           | Reprezentacja | Czas    | Uwagi |
| ------- | ------------------ | ------------- | ------- | ----- |
| 01 !    | Eduard Chrennikow  | Rosja         | 45:25,1 |       |
| 02 !    | Eivind Tonna       | Norwegia      | +2:28,9 |       |
| 03 !    | Wasilij Głuchariev | Rosja         | +4:01,5 |       |
| 4       | Antti Vaino        | Finlandia     | +5:20,3 |       |
| 5       | Eirik Waterdahl    | Norwegia      | +6:29,4 |       |
| 6       | Olli-Marcus Tajwan | Finlandia     | +6:30,2 |       |
| 7       | Yunas Yuveli       | Norwegia      | +6:53,5 |       |
| 8       | François Gonon     | Francja       | +7:38,4 |       |
| 9       | Margus Hallick     | Estonia       | +7:54,4 |       |
| 10      | Yann Locatelli     | Francja       | +9:54,9 |       |